# Шверинский замок
Швери́нский замок (Шверинский дворец; (нем. Schweriner Schloss) — резиденция главы Мекленбургского дома в городе Шверин в Германии, земля Мекленбург-Передняя Померания.
Располагается в центре города на Дворцовом острове, который двумя мостами соединён с городом и дворцовым садом. Длительное время служил резиденцией шверинских герцогов. В настоящее время во дворце заседает ландтаг Мекленбурга — Передней Померании.
С 2015 года Шверинский замок входил в предварительный список, предложенный правительством Германии для внесения в список всемирного наследия, а в 2024 году был внесён в основной список.

## История

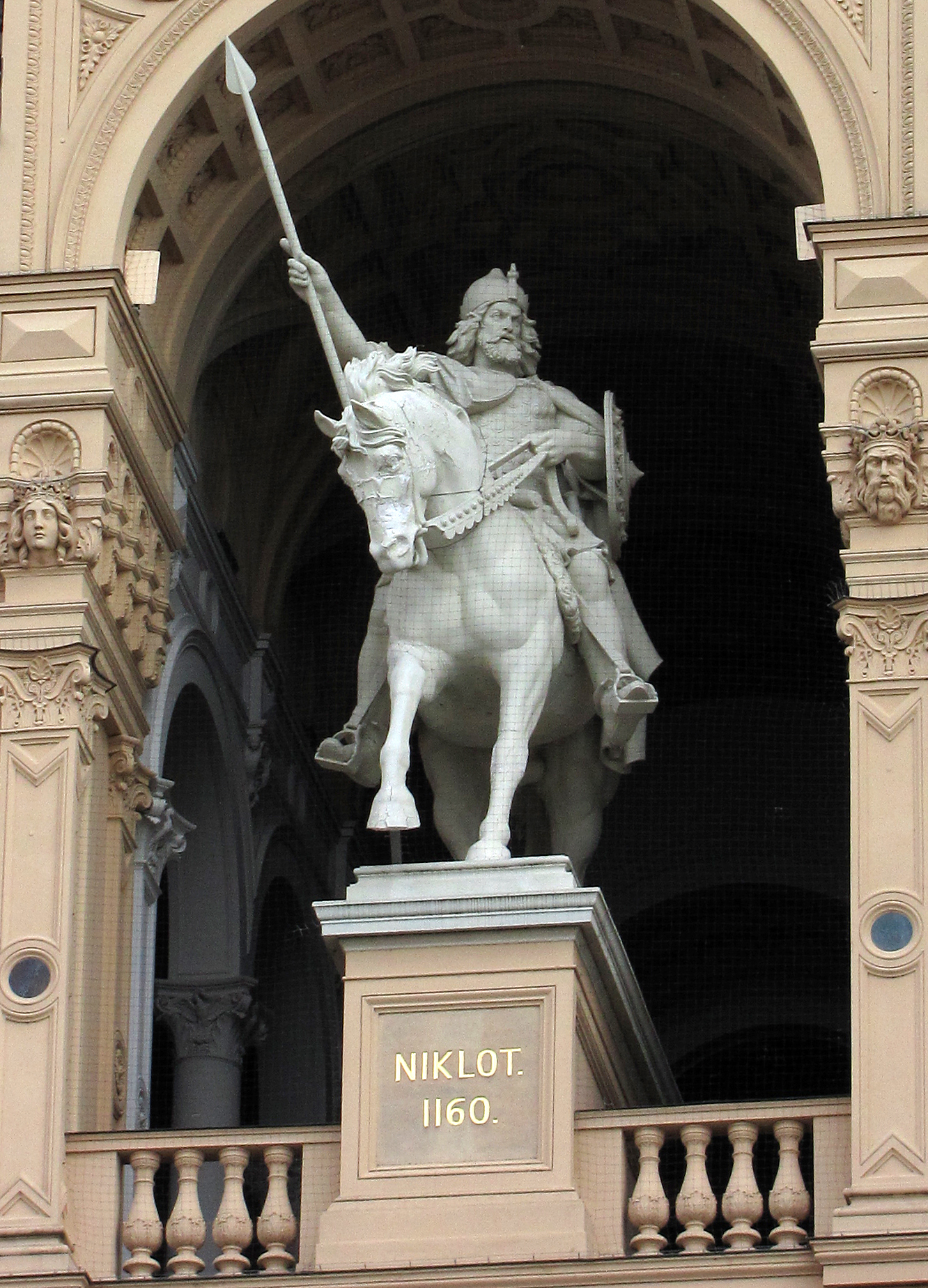
Статуя князя Никлота — родоначальника Мекленбургской династии. Шверинский замок

Ранее на месте дворца на маленьком острове на Зверином озере с 965 года находилась крепость западных славян-ободритов Зверин. Современный дворец, эклектично смешавший несколько архитектурных стилей, построен в 1845—1857 годах по заказу великого герцога Фридриха Франца II архитектором Георгом Адольфом Деммлером.

## X—XIV века
В 1160 году крепость стала целью германской знати, планирующей расширить свою территорию на восток под руководством саксонского герцога Генриха Льва (1129—1195). Ободриты (бодричи) под командованием князя Никлота разрушили крепость, но покинули его из-за военного превосходства германцев. Однако немецким завоевателям пришлось по душе стратегическое и эстетически интересное расположение острова и начали строительство новой крепости. В том же году был основан город Шверин (Зверин). Шверин стал резиденцией епископства.
В 1167 году Генрих передал графство Шверин своему вассалу Гунцелину фон Хагену, а остальная часть страны вокруг города была возвращена сыну Никлота Прибыславу. Так было положено начало династии герцогов Мекленбургских, которая просуществовала до 1918 года. В 1358 году графство Шверин было приобретено потомками Никлота, которые были возведены в ранг герцогов Мекленбургских в 1348 году (вернее, были вынуждены признать власть императора). Вскоре они переехали дальше вглубь страны, поближе к городу Висмар (Вишемир), в Шверин. В эпоху поздней готики растущее процветание и положение герцогов привели к растущей потребности в представительном замке, а это означало архитектурные изменения в поселении-крепости. Шверин стал резиденцией епископства.

## Возрождение (XV—XVII века)

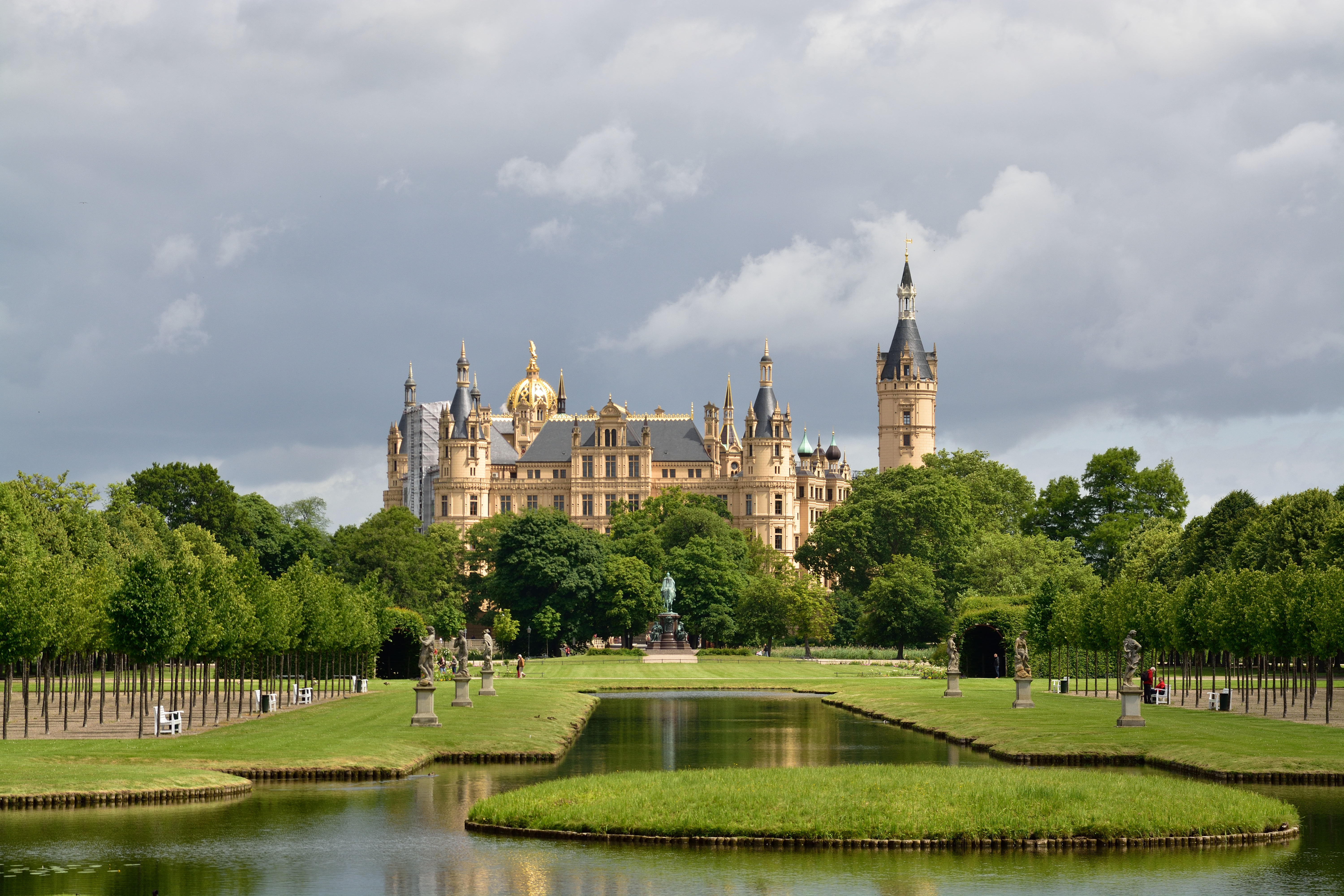
Шверинский замок. Общий вид.

При Иоанне Альберте I, герцоге Мекленбургском (1525—1576), в здании произошли важные изменения. Крепость стала дворцом, оборонительные элементы крепости были заменены украшениями, условия стали более комфортными. Использование терракоты в эпоху Возрождения было доминирующим в архитектуре Северной Германии, а терракота Шверина поставлялась из Любека (славян."Любице").
Через несколько лет после переделки главного здания (1560—1563), Йон Альберт перестроил часовню дворца. Она стала первой новой протестантской церковью государства. В архитектуре чувствуется влияние мастеров Торгау и Дрездена. Венецианские ворота в стиле раннего Возрождения, на фронтоне которых изображен крест, были созданы скульптором из Дрездена Гансом Вальтером (1526—1600). В окнах на северной стене видны библейские иллюстрации известного фламандского художника Виллема ван ден Броке (также известного как «Палудан»; 1530—1579).
Поскольку герцогская резиденция, несмотря на то, что располагалась на острове, нуждалась в дополнительной защите, в середине XVI века на северо-западе, юго-западе и юго-востоке были построены бастионы. Вероятно, они были построены теми же итальянскими архитекторами, которые при Франческо а Борнау также проектировали крепость Дёмиц . Позже бастионы несколько раз перестраивались и стоят до сих пор.
Перед Тридцатилетней войной архитектор Герт Эверт Пилут, который поступил на службу в Мекленбург в 1612 году, задумал полностью перестроить дворец в стиле северного Возрождения. В 1617 году под его руководством начались работы, но вскоре пришлось прекратить из-за войны. Планы Пилута были частично реализованы между 1635 и 1643 годами: дом над дворцовой кухней и дом над часовней были снесены и получили фасады в стиле голландского ренессанса.
В этот период рядом с часовней было построено фахверковое здание, в котором разместилась коллекция картин. Также был построен Чайный павильон. Суд переехал в 1756 году в замок Людвигслюст.

## С XIX века до наших дней

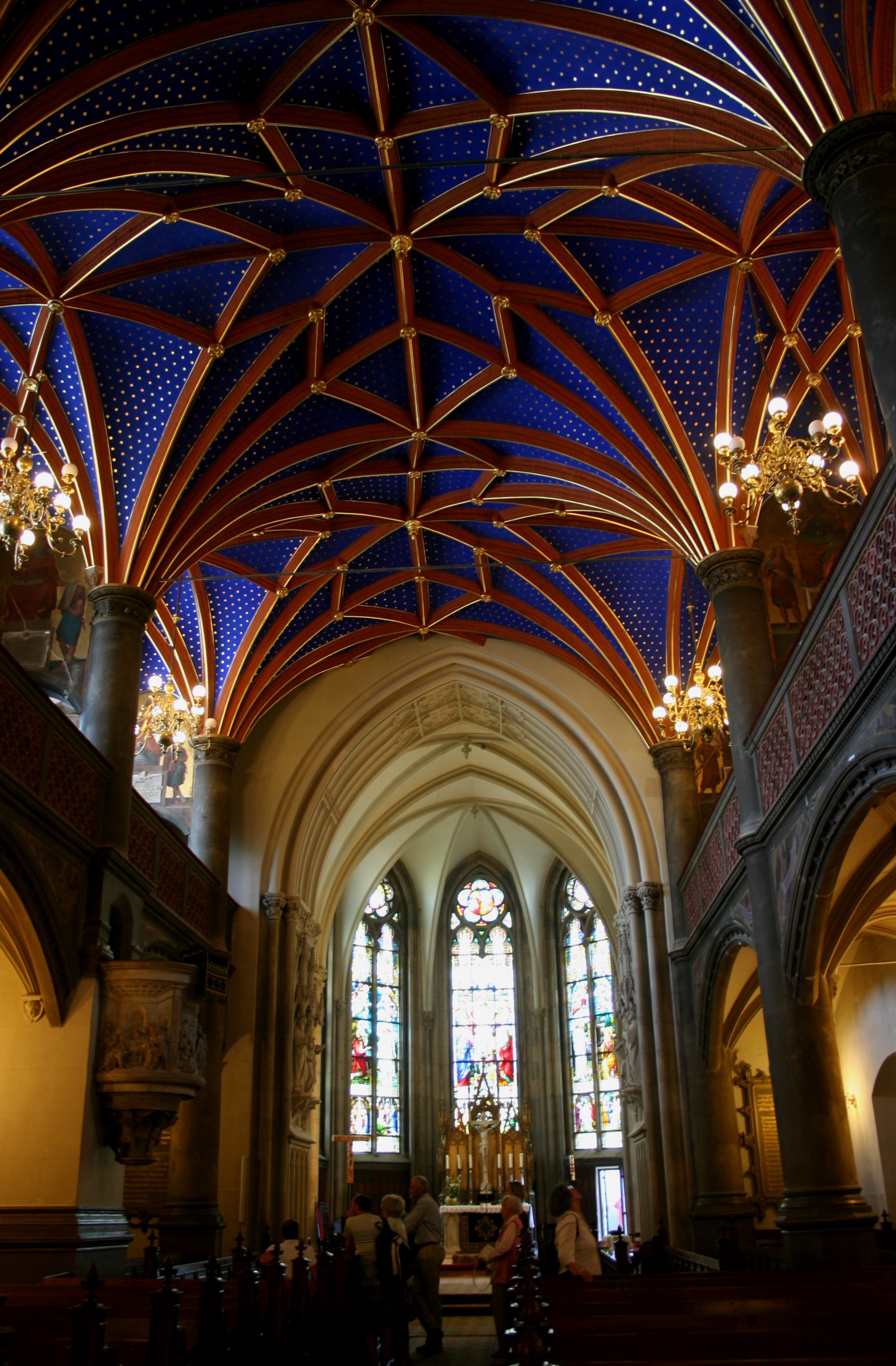
Убранство хоров домовой церкви замка

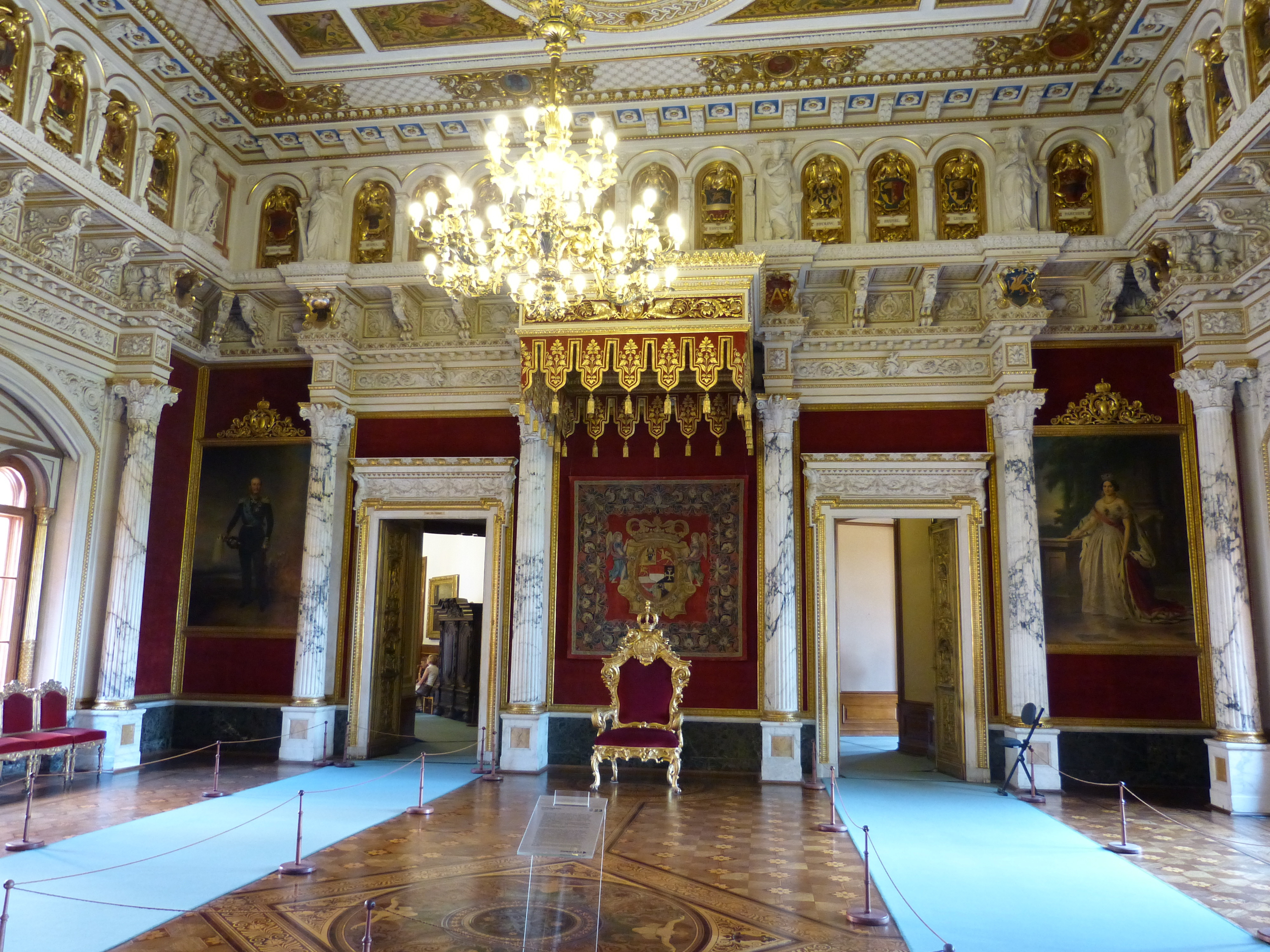
Тронный зал

В 1837 году герцогская резиденция вернулась в Шверин, но здание находилось в относительно плохом состоянии, а великому герцогу не нравился разброс архитектурных стилей отдельных зданий.
Великий герцог Фридрих (1800—1842) поручил своему архитектору Георгу Адольфу Деммлеру (1804—1886) реконструировать дворец. Однако через несколько месяцев строительство было остановлено его преемником Фридрихом Францем II (1823—1883), который хотел полностью восстановить историческое место. Сохранились лишь некоторые части здания XVI—XVII веков.
Дрезденский архитектор Готфрид Земпер (1803—1879) и берлинский архитектор Фридрих Август Штюлер (1800—1865) не смогли убедить великого герцога дать согласие на осуществление своих планов. Вместо этого Деммлер включил элементы, предложенные ими, в свой план, но он решил взять за образец французские замки эпохи Возрождения. Замок стал самым восхитительным шедевром ученика Карла Фридриха Шинкеля. В 1825—1826 гг он также спроектировал правительственное здание, расположенное на Шлоссштрассе (ныне Государственная канцелярия). Замки эпохи Возрождения в долине Луары, например, Шамбор вдохновлял его с 1843 по 1851 год. Его преемник Штюлер снова внес несколько изменений и включил конную статую Никлота и купол.
Для оформления интерьера был выбран Генрих Штрак (1805—1880) из Берлина. Большая часть работ была выполнена мастерами из Шверина и Берлина. В декабре 1913 года пожар уничтожил около трети дворца. Была завершена только внешняя реконструкция, когда революция 1918 года привела к отречению великого князя. Позже замок стал музеем, а в 1948 году— резиденцией государственного парламента. В 1952—1981 годы в период существования ГДР во дворце работал педагогический колледж, который готовил воспитателей детских садов. Затем снова до 1993 года здесь был музей. С 1961 года в оранжерее был технический музей. С 1974 года в некоторых отремонтированных залах разместился художественный музей.
С конца 1990 года замок снова является резиденцией правительства, резиденцией ландтага (государственного собрания земли Мекленбург-Передняя Померания). С тех пор были предприняты огромные усилия по сохранению и реставрации здания. Большинство из них было завершено к 2019 году.

## Призрак Петермэннхена
Говорят, что дворцовый призрак Петермэннхен («маленький Петерман») бродит по залам Шверинского замка. Рассказывают, что это невидимое маленькое существо, и его часто изображают в одежде XVII века. Другие легенды описывают его как длиннобородого кузнеца, ночного сторожа или шутника для тех, кто хотел бы навредить замку или похитить из него что-нибудь.

## Галерея

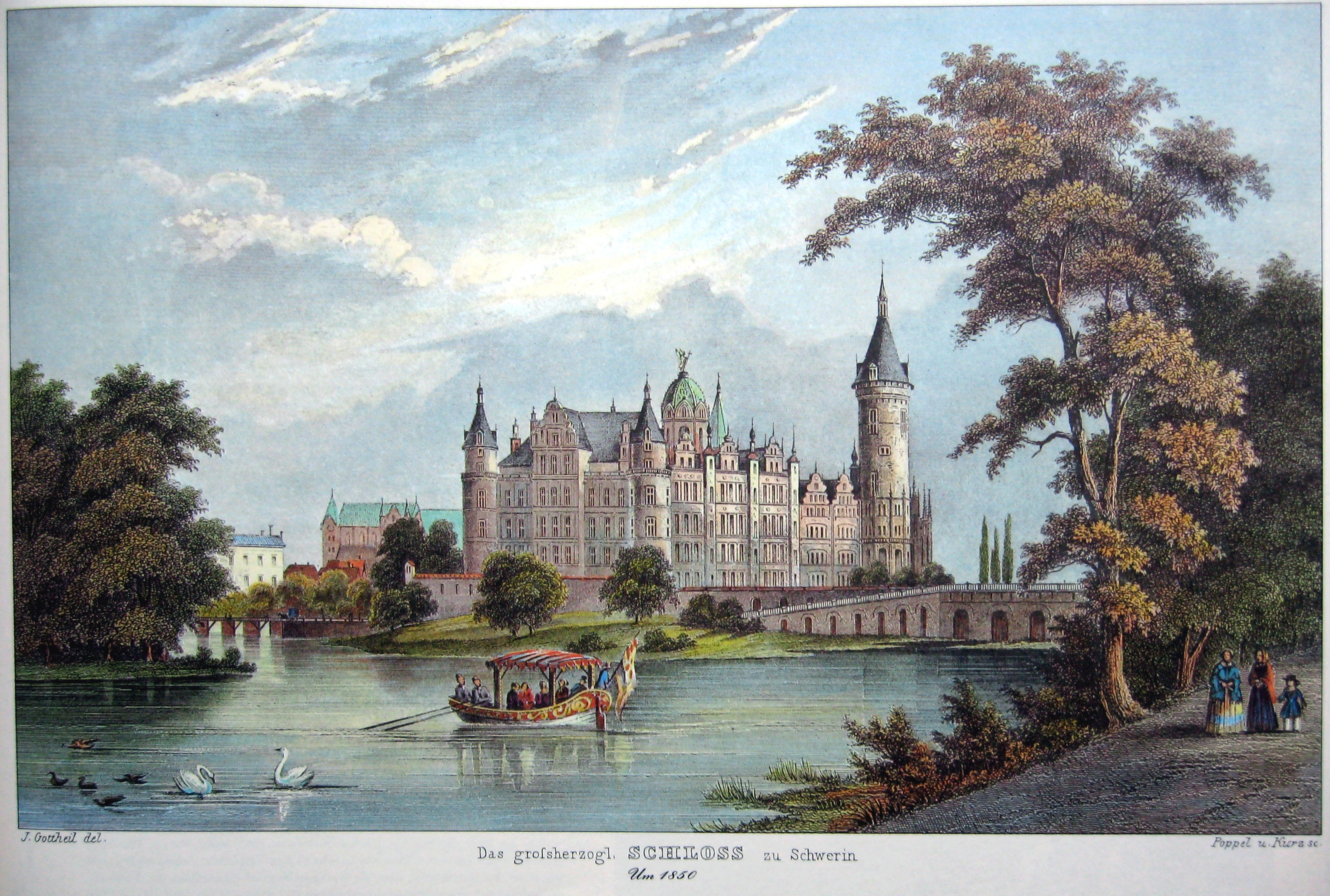
Гравюра на металле около 1850 года
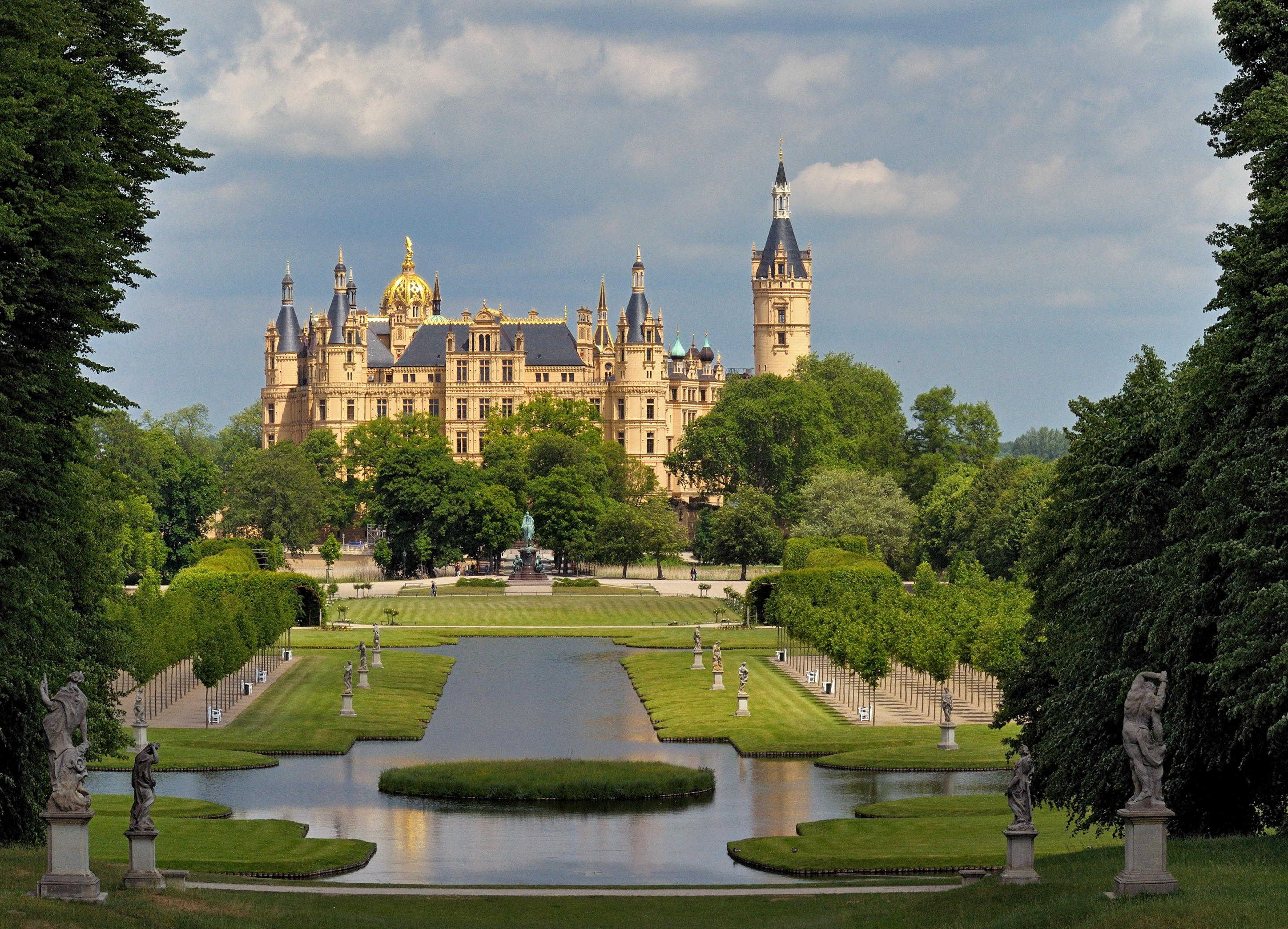
Замок и прилегающий парк
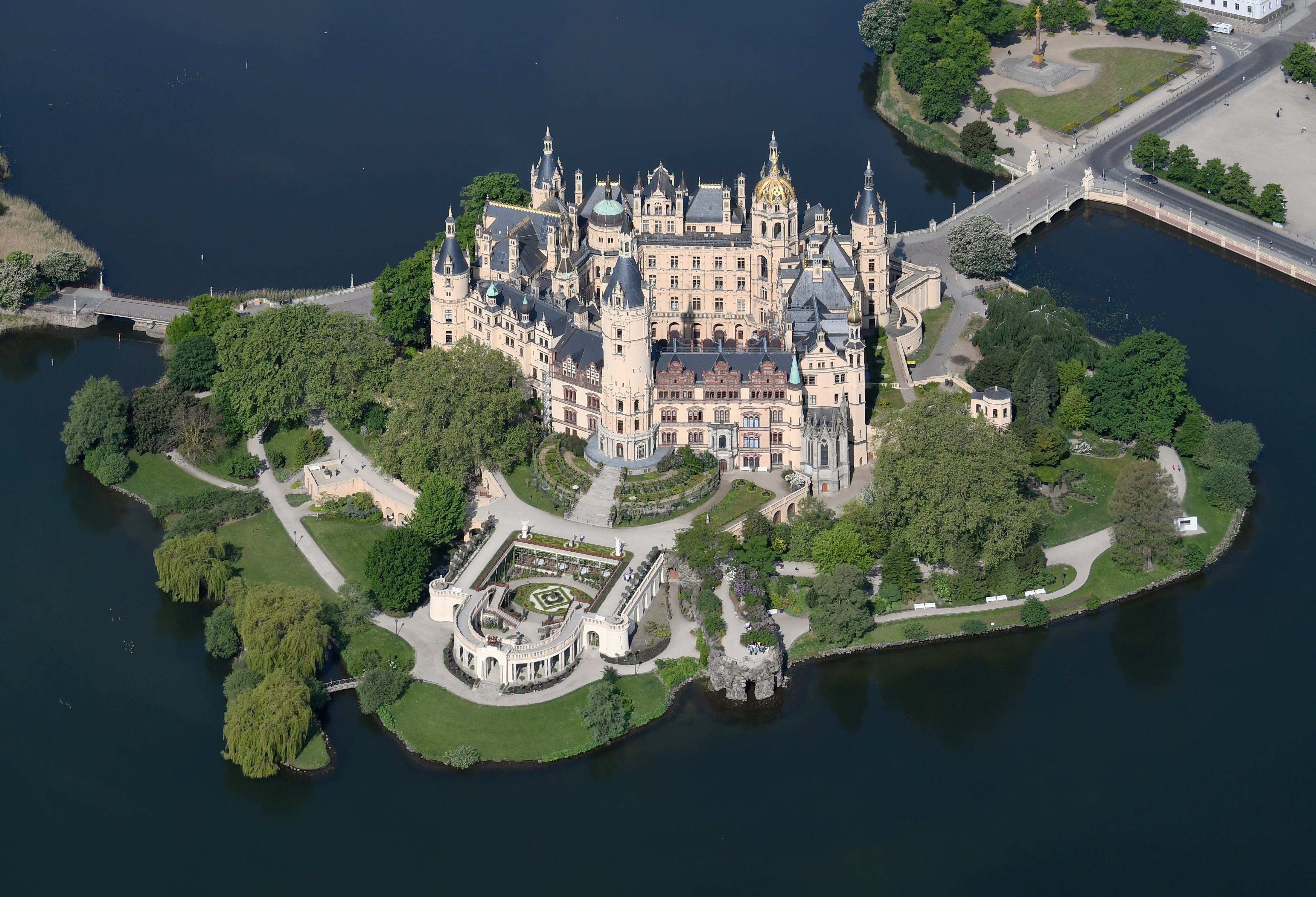
Вид на замок сверху
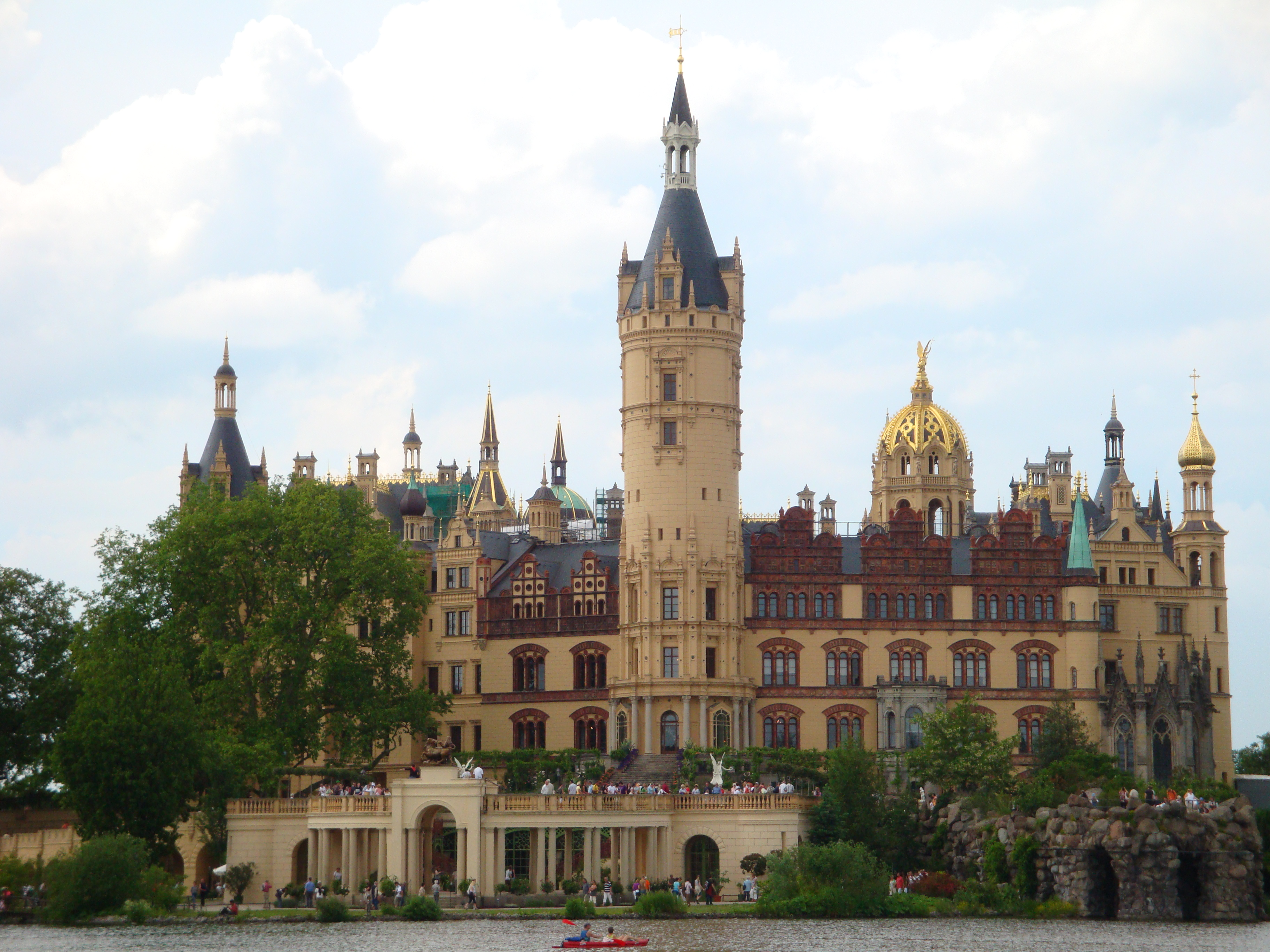
Вид на замок со стороны озера